# Круна Стефана Првовенчаног
Стефан Првовенчани је затражио краљевску круну од папе око 1200. године, али је добија тек 1217. године, или 1219. године од папе Хонорија III када је и крунисан у Жичи за краља Србије. То је била круна западног типа и користила се као круна за крунисања искључиво српских краљева, а не и царева јер су цареви Стефан Урош IV Душан и Стефан Урош V користили другу круну као царску круну за разлику од ове која је била краљевска.

## Краљеви крунисани круном Стефана Првовенчаног
| Слика | Краљ                     | Лоза        | Напомена |
| ----- | ------------------------ | ----------- | --- |
|       | Стефан Првовенчани       | Немањића    | Крунисан 1217. године, или 1219.године |
|       | Стефан Радослав          | Немањића    | Крунисан 1228. године |
|       | Стефан Владислав         | Немањића    | Крунисан 1234. године |
|       | Стефан Урош I            | Немањића    | Крунисан 1243. године |
|       | Стефан Драгутин          | Немањића    | Крунисан 1276. године |
|       | Стефан Урош II Милутин   | Немањића    | Крунисан 1282. године |
|       | Стефан Константин        | Немањића    | Крунисан 1321. године |
|       | Стефан Урош III Дечански | Немањића    | Крунисан 1322. године |
|       | Стефан Урош IV Душан     | Немањића    | Крунисан 1331. године за краља, а за цара 1346. године, када је његов син Стефан Урош V крунисан за краља Србије као његов савладар. |
|       | Стефан Урош V            | Немањића    | Крунисан 1346. године за краља као савладар цара Стефана Уроша IV Душана. |
|       | Вукашин                  | Мрњавчевића | Крунисан 1365. године као савладар цара Стефана Уроша V. |
|       | Марко                    | Мрњавчевића | Крунисан за краља 1371. године као наследник краљевине свога оца, а требало је да наследи и Српско царство по смрти цара Стефана Уроша V који није имао деце.                                                                             |
|       | Стефан Твртко I          | Котроманића | Крунисан 1377. године за "краља Срба и Босне". Узео је и заједничко владарско име Стефан као наставак традиције Немањића. Од тада су сви "краљеви Срба и Босне" као и Немањићи пре њих имали и заједничко владарско титуларно име Стефан. |
|       | Стефан Дабиша            | Котроманића | Крунисан 1391. године |
|       | Јелена Груба             | Котроманића | Крунисана 1395. године |
|       | Стефан Остоја            | Котроманића | Крунисан 1398. године |
|       | Стефан Твртко II         | Котроманића | Крунисан 1408. године |
|       | Стефан Остојић           | Котроманића | Крунисан 1418. године |
|       | Стефан Томаш             | Котроманића | Крунисан 1443. године |
|       | Стефан Томашевић         | Котроманића | Крунисан 1461. године |

## Изглед круне Стефана Првовенчаног
Нема прецизних података о круни Стефана Првовенчаног која је стигла из Рима 1217. године, или 1219. године, али се на основу новца и неких фресака може закључити да се састојала од љиљановог венца. Пошто се Србија све више ширила на територије Византије, самим тим је византијски утицај појачан и зато се ова круна слабо појављује на фрескама али се и даље може наћи на кованом новцу. 
Изглед круне се може знати и на основу грба Котроманића који су је на грб додали након што је Босна постала краљевина, односно након што се Стефан Твртко I крунисао њоме.

## Извори и литература
- Павловић, Драгољуб, ур. (1970). Стара српска књижевност, I. Нови Сад – Београд. Архивирано из оригинала 28. 04. 2020. г. Приступљено 11. 05. 2020.
- Логос, Александар А. (2017). Историја Срба I (PDF). Београд. ISBN 978-86-85117-37-4.